# 佐古真弓
佐古 真弓（さこ まゆみ、1978年1月13日 - ）は、日本の女優、声優。東京都世田谷区出身。フクダ&Co.所属。

## 経歴
小さい時から父の芝居を観に行かせてもらっていた。
中学時代は演劇部に所属していた。
関東国際高等学校卒業後、1997年に文学座研究所に入所し、2002年に文学座の座員となるが、2017年に退団。同年フクダ&Co.の所属となる。
NHKの海外ドラマに呼んでもらい、声優としての活動を始める。

## 人物
父親は俳優・声優の佐古正人。
舞台出演の他、洋画の吹き替え、アニメ等の声優としても活動している。吹き替えではスカーレット・ヨハンソンやレイチェル・マクアダムス、ジル・フリント、ノオミ・ラパスなどを担当している。
趣味・特技は着物。

## 出演
太字はメインキャラクター。

### テレビドラマ
- 水曜ミステリー9「作家探偵・山村美紗2 京都紅葉寺殺人事件〜秋の七草の秘密〜」（千鶴）

### 舞台
- あのやさしい夜のなかへ
- サド公爵夫人（アンヌ）
- 頭痛肩こり樋口一葉
- ブルーストッキングの女たち
- ボールは高く雲に入り
- モンテ・クリスト伯（ユージェニー）

### 吹き替え

#### 担当女優
アンバー・ハード
- 幸せがおカネで買えるワケ（ジェニファー・“ジェン”・ジョーンズ）
- パワー・ゲーム（エマ・ジェニングズ）
- ラストミッション（ヴィヴィ・ディレイ）

エマ・ストーン
- L.A. ギャング ストーリー（グレイス・ファラデー）
- バトル・オブ・ザ・セクシーズ（ビリー・ジーン・キング）
- マニアック（アニー・ランズバーグ）

オルガ・キュリレンコ
- ザ・ターゲット/陰謀のスプレマシー（アンナ・ブラント）
- ザ・プリンセス（モイラ）
- ジョニー・イングリッシュ アナログの逆襲（オフィーリア・ブリトーヴァ）
- 007 慰めの報酬（カミーユ）※ソフト版
- 15ミニッツ・ウォー（ジェーン）

ザジー・ビーツ
- ザ・ハーダー・ゼイ・フォール: 報復の荒野（ステージコーチ・メアリー）
- デッドプール2（ドミノ）
- ナイン・デイズ（エマ）
- ハイ・フライング・バード -目指せバスケの頂点-（サム）
- ワウンズ: 呪われたメッセージ（アリシア）

ジェシカ・アルバ
- アウェイク（サマンサ・ロックウッド）
- マチェーテ（サルタナ）
- メカニック:ワールドミッション（ジーナ）

ジェシカ・チャステイン
- グッド・ナース（エイミー）
- 355（メイソン・“メイス”・ブラウン）
- ゼロ・ダーク・サーティ（マヤ）
- タミー・フェイの瞳（タミー・フェイ）
- 女神の見えざる手（エリザベス・スローン）
- モリーズ・ゲーム（モリー・ブルーム）
- 赦されし者（ジョー・ヘニンガー）
- 欲望のバージニア（マギー・ボーフォード）

ジル・フリント
- エレメンタリー ホームズ&ワトソン in NY #19（アリサ・ダーヴィン）
- 救命医ハンク セレブ診療ファイル（ジル・ケイシー）
- グッド・ワイフ（ラナ・デラニー）
- ナース・ジャッキー（メリッサ・グリーンフィールド）
- ナイトシフト 真夜中の救命医（ジョーダン・アレクサンダー）

スカーレット・ヨハンソン
- アイアンマン2（ナターシャ・ロマノフ / ブラック・ウィドウ）※劇場公開版
- 幸せへのキセキ（ケリー・フォスター）
- ストーリーボットがこたえるよ シーズン2 #4（本人）
- ドン・ジョン（バーバラ・シュガーマン）
- フライ・ミー・トゥ・ザ・ムーン（ケリー・ジョーンズ）
- ヘイル、シーザー!（ディアナ・モラン）
- ラフ・ナイト 史上最悪!?の独身さよならパーティー（ジェス）
- LUCY/ルーシー（ルーシー）

ゾーイ・サルダナ
- アダム&アダム（ローラ・シェーン）
- 映画マイリトルポニー プリンセスの大冒険（セラーノ船長）
- それでも、やっぱりパパが好き!（マギー）
- ミッシング・リンク 英国紳士と秘密の相棒（アデリーナ・フォートライト）

ダイアン・クルーガー
- 探偵マーロウ（クレア・キャヴェンディッシュ）
- マーウェン（デジャ・ソリス）
- マンデラの名もなき看守（グロリア・グレゴリー）

ノオミ・ラパス
- アサシン・クラブ（フォーク / ヴォス捜査官）
- コンステレーション（ジョー・エリクソン）
- チャイルド44 森に消えた子供たち（ライーサ・デミドワ）
- パッション（イザベル・ジェームズ）
- プロメテウス（エリザベス・ショウ）※ザ・シネマ版
- ミレニアムシリーズ（リスベット・サランデル）
  - ミレニアム ドラゴン・タトゥーの女
  - ミレニアム2 火と戯れる少女
  - ミレニアム3 眠れる女と狂卓の騎士

フェリシティ・ジョーンズ
- イントゥ・ザ・スカイ 気球で未来を変えたふたり（アメリア・レン）
- インフェルノ（シエナ・ブルックス）
- 博士と彼女のセオリー（ジェーン・ホーキング）

マーゴット・ロビー
- アイ,トーニャ 史上最大のスキャンダル（トーニャ・ハーディング）
- フォーカス（ジェス）
- ふたりの女王 メアリーとエリザベス（エリザベス1世）

メアリー＝ケイト・オルセン
- ザ・チャレンジ（シェーン・ダルトン）
- ニューヨーク・ミニット（ロクシー・ライアン）
- ふたりはお年ごろ（ライリー・カールソン）
- ラブ in ローマ（チャーリー・ハンター）

レイチェル・マクアダムス
- 恋とニュースのつくり方（ベッキー・フルラー）
- サウスポー（モーリーン・ホープ）
- シャーロック・ホームズシリーズ（アイリーン・アドラー）
  - シャーロック・ホームズ ※劇場公開版
  - シャーロック・ホームズ シャドウ ゲーム

- 誰よりも狙われた男（アナベル・リヒター）
- TRUE DETECTIVE/ロサンゼルス（アニー・ベゼリデス刑事）
- ユーロビジョン歌合戦 〜ファイア・サーガ物語〜（シグリット・エリックス）
- ロニートとエスティ 彼女たちの選択（エスティ・クーパーマン）

#### 映画
- アタック・ザ・ブロック（サム〈ジョディ・ウィテカー〉）
- アンノウン（エリザベス・ハリス〈ジャニュアリー・ジョーンズ〉）
- イーオン・フラックス（ユーナ・フラックス〈アメリア・ワーナー〉）
- YES/NO イエス・ノー（ケイト〈エレン・ホルマン〉）
- イミテーション・ゲーム/エニグマと天才数学者の秘密（ジョーン・クラーク〈キーラ・ナイトレイ〉）
- イン・ザ・ハイツ（ヴァネッサ〈メリッサ・バレラ〉[21]）
- ウィークエンド・アウェイ（ベス〈レイトン・ミースター〉）
- ウォッチャーズ（エリザベス・ミッチャム〈ジェシカ・ストループ〉）
- 映画は映画だ（カン・ミナ〈ホン・スヒョン〉）
- エイプリルの七面鳥（ベス・バーンズ〈アリソン・ピル〉）
- エイミー、エイミー、エイミー! こじらせシングルライフの抜け出し方（エイミー〈エイミー・シューマー〉）
- エイリアン・インフェクション（エヴァ〈エイミー・マティシオ〉）
- EVA〈エヴァ〉（ラナ・レヴィ〈マルタ・エトゥラ〉）
- エクスペンダブルズ3 ワールドミッション（ルナ〈ロンダ・ラウジー〉[22]）
- F1/エフワン（ケイト・マッケンナ〈ケリー・コンドン〉[23]）
- オーガストウォーズ（クセーニア〈スヴェトラーナ・イワノーワ〉）
- 噛む女（ダニカ〈エリカ・コックス〉）
- ガリシアの獣 (バーバラ〈エルサ・パタキー〉）
- KAN-WOO/関羽 三国志英傑伝（綺蘭〈スン・リー〉）
- ガンズ・アンド・バレット（マリー〈メラニー・リンスキー〉）
- 奇跡のシンフォニー（ジェニファー〈ベッキー・ニュートン〉）
- キングスマンシリーズ（ティルデ女王〈ハンナ・アルストロム〉）
  - キングスマン
  - キングスマン:ゴールデン・サークル[24]
- CUBE2（ジュリア）※テレビ東京版
- キングのメッセージ（ケリー〈テリーサ・パーマー〉）
- クライ・マッチョ（レタ〈フェルナンダ・ウレホラ〉[25]）
- クリティカル・ブロンド（テス・チャンドラー〈ディアナ・アグロン〉）
- クレイジー・グッド（ダニカ〈ティカ・サンプター〉）
- CHLOE/クロエ（クロエ〈アマンダ・サイフリッド〉）
- クロニクル（ケイシー・レター〈アシュリー・ヒンショウ〉）
- 刑事ジョン・ルーサー: フォールン・サン（オデット・レイン〈シンシア・エリヴォ〉）
- コードネーム U.N.C.L.E.（ギャビー・テラー〈アリシア・ヴィキャンデル〉）
- コカイン・ベア  （サリ〈ケリー・ラッセル〉）
- サーティーン あの頃欲しかった愛のこと（イーヴィ〈ニッキー・リード〉）
- 最強のふたり（マガリー〈オドレイ・フルーロ〉）
- ザ・ディープ・ハウス（ティナ〈カミーユ・ロウ〉[26]）
- ザ・ビーチ（フランソワーズ〈ヴィルジニー・ルドワイヤン〉）※テレビ版
- サプライズ（エリン〈シャーニ・ヴィンソン〉）
- 猿の惑星: 新世紀（エリー〈ケリー・ラッセル〉）
- 幸せをつかむ歌（ジュリー〈メイミー・ガマー〉）
- SHAME -シェイム-（シシー〈キャリー・マリガン〉）
- シティ・オブ・メン（カミラ〈ナイマ・シルバ〉）
- ジャーヘッド3 撃砕（オリヴィア〈サーシャ・ジャクソン〉）
- ジャーヘッド -36時間-（ネタ・ルリア〈ヤエル・エイタン〉）
- 13日の金曜日（ジェナ〈ダニエル・パナベイカー〉）
- 呪怨 ザ・グラッジ3（ナオコ〈池端えみ〉）
- JUNO/ジュノ（受付の女〈エミリー・パーキンス〉）
- ジュラシック・ワールド/新たなる支配者（ケイラ〈ディワンダ・ワイズ〉[27]）※ザ・シネマ版
- 新・三銃士 ニュー・ジェネレーションズ（アラミス〈ミシェル・ボイド〉）
- スイートガール（サラ・ミーカー〈レックス・スコット・デイヴィス〉）
- スター・ウォーズ/スカイウォーカーの夜明け
- 推理作家ポー 最期の5日間（エミリー・ハミルトン〈アリス・イヴ〉）
- 杉原千畝 スギハラチウネ（イリーナ〈アグニシュカ・グロコウスカ〉）
- スリー・ビルボード（アン〈アビー・コーニッシュ〉）
- スワン ・ソング（ポピー〈ナオミ・ハリス〉）
- ダージリン急行（リタ〈アマラ・カラン〉）
- 箪笥（スミ〈イム・スジョン〉）
- チェイシング・リバティ（アナ・フォスター〈マンディ・ムーア〉）
- 中国の植物学者の娘たち（リー・ミン〈ミレーヌ・ジャンパノイ〉）
- デス・プルーフ in グラインドハウス（ジャングル・ジュリア〈シドニー・ターミア・ポワチエ〉）
- デッドハング（ジェーン〈サラ・バトラー〉）
- デビルズタイド（ジェニー〈シャーラン・シモンズ〉）
- テラー トレイン（アレックス〈ソーラ・バーチ〉）
- 伝説のロックスター再生計画!（ダフネ・ビンクス〈エリザベス・モス〉）
- ドゥ・オーバー: もしも生まれ変わったら（ベッカ〈キャスリン・ハーン〉）
- トゥームストーン/オーバーキル（アリシア〈エリシア・ロタル〉）
- 説きふせられて（アン〈サリー・ホーキンス〉）
- ドニー・ダーコ2（サマンサ・ダーコ〈デイヴィ・チェイス〉）
- 扉をたたく人（ゼイナブ〈ダナイ・グリラ〉）
- ドラゴン・タトゥーな女 in パラノーマル・アクティビティ（リズ〈オリヴィア・アレクサンダー〉）
- トワイライト 特別篇（ジェーン〈ダコタ・ファニング〉）※日本テレビ版
- ナイト ミュージアム2（アメリア・イアハート〈エイミー・アダムス〉）
- ナイブズ・アウト: グラス・オニオン（アンディ〈ジャネール・モネイ〉[28]）
- ナニー・マクフィーの魔法のステッキ（エヴァンジェリン〈ケリー・マクドナルド〉）
- ニード・フォー・スピード（ジュリア・マッドン〈イモージェン・プーツ〉）
- 2012（タマラ〈ベアトリス・ローゼン〉）
- ニューヨークの恋人 ※日本テレビ版
- バーレスク（ニッキー〈クリスティン・ベル〉）
- ハイスクール・ミュージカル ザ・ムービー（ティアラ・ゴールド）
- 博士と狂人（イライザ・メレット〈ナタリー・ドーマー〉[29]）
- バッドガイ 反抗期の中年男（ジェニー・ウィジョン〈キャスリン・ハーン〉）
- バトルフィールド（アナ〈アナベル・ウォーリス〉）
- ハラ (シャノン・テイラー〈アンナ・クラムスキー〉)
- ハングオーバー!! 史上最悪の二日酔い、国境を越える（トレイシー・ビリングス〈サーシャ・バレス〉）
- ハングオーバー!!! 最後の反省会（トレイシー・ビリングス〈サーシャ・バレス〉）
- ピアノ・レッスン（バーニース〈ダニエル・デッドワイラー〉）
- ピーウィーのビッグ・ホリデー (ベラ〈アリア・ショウカット〉)
- ピンチ・シッター（マリサ・ルイス〈アリ・グレイナー〉）
- ブーリン家の姉妹（アン・ブーリン〈ナタリー・ポートマン〉）
- フェラーリ（リナ・ラルディ〈シェイリーン・ウッドリー〉[30]）
- ふたりにクギづけ（メイ）
- ブライド・ウエポン（エバ〈ジーナ・カラーノ〉）
- フローズン（パーカー・オニール〈エマ・ベル〉）
- プロフェッショナル（デラン・マッキャン〈ケリー・コンドン〉）
- ベガスの恋に勝つルール（ジョイ・マクナリー〈キャメロン・ディアス〉）
- ヘルボーイ/ゴールデン・アーミー（ヌアラ王女〈アンナ・ウォルトン〉）
- ヘンゼル & グレーテル（ミーナ〈ピヒラ・ヴィータラ〉）
- ホーム・アローン3（アリス・リボンズ〈リア・キルステッド〉[31]）※日本テレビ版
- ボーン・スプレマシー ※日本テレビ版
- ボビーZ（エリザベス〈オリヴィア・ワイルド〉）
- マイティ・ハート/愛と絆（アスラ・ノマニ〈アーチー・パンジャビ〉）
- マイファミリー・ウェディング（イザベル・“イジー”・ラミレス〈アンジェラ・ジョンソン＝レイエス〉）
- マザーレス・ブルックリン（ローラ・ローズ〈ググ・バサ＝ロー〉）
- 魔法使いの弟子（ベッキー・バーンズ〈テリーサ・パーマー〉）
- Mr.&Mrs.スミス（ジャスミン〈ケリー・ワシントン〉）※日本テレビ版[32]
- ミッション:15（ホワイト大尉〈ジェニファー・モリソン〉）
- 無名（チェン〈ジョウ・シュン〉[33]）
- ライアー・ハウス（タイニー〈ケリー・ギディッシュ〉）
- ラスト・クライム 華麗なる復讐（キャロル〈カミーユ・シャムー〉）
- ラッシュ/プライドと友情（ジェマ〈ナタリー・ドーマー〉）
- リトル・イタリーの恋（ロゼッタ〈アメリア・ワーナー〉）
- ルームメイト2（ホリー・パーカー〈クリステン・ミラー〉）
- レイチェル（ルイーズ〈ホリデイ・グレインジャー〉）
- レディ・イン・ザ・ウォーター（ストーリー〈ブライス・ダラス・ハワード〉）
- ロンゲスト・ライド（ルース〈ウーナ・チャップリン〉）
- ワイルド・スピードX3 TOKYO DRIFT（ニーラ〈ナタリー・ケリー〉）
- ワイルド・スピード SKY MISSION（カーラ〈ロンダ・ラウジー〉）
- ワイルド ラヴァーズ（ヘイリー〈トレイシー・スピリダコス〉）

#### ドラマ
- アート・オブ・モア 美と欲望の果て（ロクサーナ・ホイットマン〈ケイト・ボスワース〉）
- アストリッドとラファエル 文書係の事件録 シーズン2
- アナザー・ライフ（キャス・イサコヴィッチ）
- ALERT 失踪者緊急警報（ニッキー・バティスタ〈ダニア・ラミレス〉[34]）
- アンダー・ザ・ドーム（レベッカ〈カーラ・クローム〉）
- アンフォゲッタブル 完全記憶捜査 #7（ロザーリオ〈シェリー・ソーム〉）
- easy イージー シーズン2 #1（リンゼイ〈オーブリー・プラザ〉）
- ER緊急救命室
  - シーズン11 #22（ジェシカ〈エイドリアン・ウィルキンソン〉）
  - シーズン12（ジェシカ・アルブライト〈ダリア・セーラム〉）
- イ・サン
- イニョプの道（カヒア〈イ・チェヨン〉）
- インベージョン（アニーシャ〈ゴルシフテ・ファラハニ〉[35]）
- ヴァンパイア・ダイアリーズ 7 (レイナ・クルーズ〈レスリー＝アン・ハフ〉）
- WITHOUT A TRACE/FBI 失踪者を追え!
  - シーズン2 #4（ナターシャ）
  - シーズン4 #4（スカイ）
  - シーズン5 #4（クレア）
- NCIS 〜ネイビー犯罪捜査班（ケイトリン・“ケイト”・トッド〈サッシャ・アレクサンダー〉）※パラマウントDVD版
- NCIS 〜ネイビー犯罪捜査班 シーズン5 #8
- オルタード・カーボン（クウェル・フォークナー〈レネイ・エリース・ゴールズベリイ〉）
- 仮面の王 イ・ソン（メチャン〈イ・チェヨン〉）
- 寄生獣 -ザ・グレイ-（チェ・ジュンギョン〈イ・ジョンヒョン〉[36]）
- KIZU-傷-（カミール・プリーカー〈エイミー・アダムス〉、幼少期のカミール〈ソフィア・リリス〉）
- キャシアン・アンドー（クレヤ〈エリザベス・デュラウ〉）
- 恐竜SFドラマ プライミーバル 第2章（キャロライン・スティール）
- グッド・ドクター 名医の条件（ジェシカ・プレストン〈ボー・ギャレット〉[37]）
- 刑事ヴァランダー 白夜の戦慄（フーグルンド〈サラ・スマート〉）
- コールドケース3 #19（ヴァイオレット）
- 個人の趣向（キム・イニ〈ワン・ジヘ〉）
- 太王四神記（キハ / カジン〈ムン・ソリ〉）
- サイバー諜報員 〜インテリジェンス〜（ライリー・ニール〈ミーガン・オリー〉）
- ザ・コンチネンタル:ジョン・ウィックの世界から（裁定人〈ケイティ・マクグラス〉[38]）
- ザ・ホスピタル（リュウ・シンピン〈サヤ〉）
- サンクチュアリ（アシュリー・マグヌス）
- CSI:ニューヨーク
- シーズン2 #21（フェリシア〈レスリー＝アン・ハフ〉）
- シーズン7（ナタリア）
- 私立探偵マグナム（ジュリエット・ヒギンズ〈パーディタ・ウィークス〉[39]）
- SUPERGIRL/スーパーガール(サマンサ・アリアス/レイン/ワールドキラー〈オデット・アナブル〉
- スーパーナチュラル（テッサ）
- セックス/ライフ（サーシャ・スノー〈マーガレット・オデット〉）
- 戦争と平和（エレーヌ・クラーギナ〈タペンス・ミドルトン〉）
- そして誰もいなくなった（ヴェラ・クレイソーン〈メイヴ・ダーモディ〉）
- ソロリティΦフォーエバー（ナオミ）
- 大草原の小さな家（ケイト〈アン・アーチャー〉）
- チャームド 〜魔女3姉妹〜 ファイナル・シーズン（パトラ）
- チャペルウェイト 呪われた系譜（レベッカ・モーガン〈エミリー・ハンプシャー〉[40]）
- デスパレートな妻たち7
- デッド・ゾーン（アンナ・ターナー〈カーラ・ブオノ〉）
- ドールハウス Dollhouse（クレア・サンダーズ / ウイスキー〈エイミー・アッカー〉）
- 跳べ!ロックガールズ〜メダルへの誓い（サマー〈キャンディス・キャメロン・ブレ〉）
- Trying～親になるステップ～（カレン〈シアン・ブルック〉)
- ナイトメア〜血塗られた秘密〜（ブローナ・クロフト〈ビリー・パイパー〉）
- 西海岸捜査ファイル グレイスランド（ローレン・キンケイド〈スコッティー・トンプソン〉）
- PERSON of INTEREST 犯罪予知ユニット シーズン3 #14（ケリー・リン〈エレーヌ・タン〉）
- パレーズ・エンド（ヴァレンタイン・ワノップ〈アデレイド・クレメンス〉）※WOWOW版
- HAWAII FIVE-0
  - シーズン4 #11（レベッカ・コンウェイFBI捜査官〈モニーク・ガブリエラ・カーネン〉）
  - シーズン5（エリー・クレイトン〈ミラー・フォークス〉）
- 反撃のレスキュー・ミッション（シスターバーナデット）
- ハンニバル（アラーナ・ブルーム〈カロリン・タヴァーナス〉）
- 火の鳥（イ・ジウン〈イ・ウンジュ〉）
- ヒューマン・ターゲット シーズン2（エイムズ〈ジャネット・モンゴメリー〉）
- ファンタスティック5 情熱のパラアスリート（アレッサンドラ〈ガイア・メセルクリンガー〉）
- フォー・オール・マンカインド（エレン〈ジョディ・バルフォー（英語版）〉）
- 4400 未知からの生還者（イザベル・タイラー〈メガリン・エキカンウォーク〉）
- 不滅の恋人（ヨギョン〈チュ・スヒョン〉[41]）
- BONES シーズン11 #15（ケリー）
- ボディ・オブ・プルーフ2 死体の証言
- ホワイトカラー
- ミス・マープル5 鏡は横にひび割れて（マーゴー・ベンス）
- ミセス・アメリカ 〜時代に挑んだ女たち〜（グロリア・スタイネム〈ローズ・バーン〉[42]）
- ムーンナイト（ウェンディ）
- メリは外泊中（ソ・ジュン〈キム・ヒョジン〉）
- メントーズ 世界の偉人たちからのメッセージ（メアリー・シェリー〈エミリー・パーキンス〉）
- ライアー 交錯する証言（ローラ・ニールソン〈ジョアンヌ・フロガット〉[43]）
- ライ・トゥ・ミー 嘘は真実を語る シーズン1 #2（レベッカ・メッツ〈エイミー・ロソフ〉）
- ラスベガス（ネッサ・ホルト〈マーシャ・トマソン〉）
- リーサル・ウェポン（カレン・パーマー〈ヒラリー・バートン〉）
- リベンジ（アマンダ・クラーク〈偽名〉 / エミリー・ソーン〈本名〉〈マルガリータ・レヴィエヴァ〉）
- LUCIFER/ルシファー（クロエ・デッカー〈ローレン・ジャーマン〉）
- ロイヤル・スキャンダル 〜エリザベス女王の苦悩〜（マーガレット王女〈ケイティ・マクグラス〉）
- ロキ（シルヴィ〈ソフィア・ディ・マルティーノ〉[44]）
- ロマノフ家の末裔 〜それぞれの人生〜 #5（シェリル・ゴーワンズ〈ニコール・アリ・パーカー〉）
- 私の恋愛のすべて（ノ・ミニョン〈イ・ミンジョン〉）
- 私はラブ・リーガル #13（リナ・マルティネス〈リナ・エスコ〉）

#### アニメ
- おさるのジョージ（ローザ）
- ガフールの伝説（オツリッサ）
- カンフー・パンダ3（メイメイ）
- 少女チャングムの夢（クミョン）
- スパイ in デンジャー（マーシー・カペル[45]）
- DC がんばれ!スーパーペット（ロイス・レイン[46]）
- ヒックとドラゴン 聖地への冒険（グリゼルダ[47]）
- 勇者ソー 〜アスガルドの伝説〜（シフ）※ディズニーXD版
- 悪魔城ドラキュラ -キャッスルヴァニア-: 月夜のノクターン（ドロテア・ツェンテス）

#### その他（吹き替え）
- ランニング・ワイルド WITH ベア・グリルス 2 #3（ダニカ・パトリック〈本人〉[48]）

### テレビアニメ
2008年
- PERSONA -trinity soul-（山咲まゆり / 橘花沙季）

2011年
- ドラゴンクライシス!（甲斐）

2014年
- 金田一少年の事件簿R（柳愛碧）

2015年
- Go!プリンセスプリキュア（舘響子）

2017年
- 遊☆戯☆王VRAINS（教師）

2018年
- レイトン ミステリー探偵社 〜カトリーのナゾトキファイル〜（メリー）

2020年
- ヒーリングっど♥プリキュア（2020年 - 2021年、沢泉なお）
- 虚構推理（2020年 - 2023年、桜川六花） - 2シリーズ
- GREAT PRETENDER（イザベル・ミューラー）
- 体操ザムライ（スカーレット）

2023年
- ヴィンランド・サガ（アルネイズ）

2025年
- LAZARUS ラザロ（マリガン）

### 劇場アニメ
- 千と千尋の神隠し（2001年）
- きみの声をとどけたい（2017年、行合みつえ）

### Webアニメ
- 無限の住人-IMMORTAL-（2020年、目黒）

### ゲーム
2013年
- バイオハザード6 Special Package（ヘレナ・ハーパー）

2015年
- The Order:1886（レディ・イグレイン）
- ニード・フォー・スピード（ロビン）

2016年
- THE KING OF FIGHTERS XIV（バイス）

2017年
- コール オブ デューティ ワールドウォーII（ビビアン）

2018年
- デトロイト ビカム ヒューマン（カーラ）
- THE KING OF FIGHTERS ALLSTAR（バイス）
- 鬼武者（ヘキュバ）

2020年
- Ghost of Tsushima（巴）

2021年
- 北斗の拳 LEGENDS ReVIVE（フリーダ）

2022年
- グランブルーファンタジー（カロリーヌ夫人）
- タクティクスオウガ リボーン（セリエ・フォリナー）

2023年
- 永久少年Side Project -トワイライトなスピカ-（吾妻百合子）

2024年
- THE KING OF FIGHTERS XV（バイス）

### その他コンテンツ
- 地球ドラマチック「クレオパトラの墓を見つけ出せ!」（ボイスオーバー）
- FMシアター「満月の夜」
- 世界が騒然!本当にあった㊙ミステリー（声の出演）
- 終末のイヴ （声の出演） ロボット 役　※短編映画（2019年）

### シリーズ一覧
1. ↑  Season1（2020年）、Season2（2023年）

### 初出話一覧
1. ↑  第5話初出